# Just Dance: Best Of
Just Dance: Best Of (conhecido como Just Dance: Greatest Hits para Xbox 360 e NTSC Wii) é um jogo de música e jogo de ritmo lançado no Wii e Xbox 360. Faz parte da série de videogames Just Dance publicada pela Ubisoft originalmente no Wii. O jogo inclui músicas de Just Dance, Just Dance 2, Just Dance: Summer Party e Just Dance 3, com o último jogo usado como base. O jogo foi lançado para PAL Wii como Just Dance: Best Of com 25 músicas em 29 de março de 2012 na Austrália e 30 de março de 2012 na Europa, e para Xbox 360 e NTSC Wii como Just Dance: Greatest Hits com 35 músicas em 21 de junho de 2012 na Austrália, 22 de junho de 2012 na Europa e 26 de junho de 2012 na América do Norte.

## Jogabilidade
Como nos jogos anteriores da série principal de Just Dance, até quatro jogadores podem jogar para espelhar na tela a coreografia de dança de muitas músicas diferentes, pois são julgados por sua capacidade de seguir uma rotina de dança para uma música escolhida. Os recursos que retornam no jogo incluem Non-Stop Shuffle, Speed Shuffle, Simon Says, Shout Out, Just Sweat e Just Create (somente Xbox 360).

## Lista de faixas
Ambos os jogos consistem em algumas faixas de Just Dance, a maioria das faixas de Just Dance 2 e 3 faixas de Just Dance 3.
| Musica                                              | Artista                                                        | Ano                                 | jogo original                       | Best Of | Greatest Hits |
| --------------------------------------------------- | -------------------------------------------------------------- | ----------------------------------- | ----------------------------------- | ------- | ------------- |
| "Acceptable in the 80s"                             | Calvin Harris                                                  | 2007                                | Just Dance                          | Yes     | Yes           |
| "Airplanes"                                         | B.o.B featuring Hayley Williams                                | 2010                                | Just Dance 3                        | Yes     | Yes           |
| "Alright"                                           | Supergrass                                                     | 1995                                | Just Dance 2                        | Yes     | Yes           |
| "Baby Don't Stop Now"                               | Anja                                                           | 2011                                | Just Dance 3                        | Yes     | Yes           |
| "Baby Girl"                                         | Reggaeton                                                      | 2009                                | Just Dance 2                        | Yes     | [ b ]         |
| "Barbie Girl"                                       | Countdown Dee's Hit Explosion (que ficou famosa por Aqua)      | 1997                                | Just Dance 2                        | Yes     | Yes           |
| "Body Movin' (Fatboy Slim Remix)"                   | Beastie Boys                                                   | 1998                                | Just Dance 2                        | —       | Yes           |
| "Cosmic Girl"                                       | Jamiroquai                                                     | 1996                                | Just Dance 2                        | Yes     | —             |
| "Crazy in Love"                                     | Músicos de estúdio (como ficou famoso por Beyoncé Feat. Jay Z) | 2003                                | Just Dance 2                        | —       | Yes           |
| "Dagomba"                                           | Sorcerer                                                       | 2010                                | Just Dance 2                        | Yes     | Yes           |
| "Dare"                                              | Gorillaz                                                       | 2005                                | Just Dance                          | —       | Yes           |
| "Down by the Riverside"                             | The Reverend Horatio Duncan and Amos Sweets                    | 1927                                | Just Dance 2                        | Yes     | —             |
| "Eye of the Tiger"                                  | Survivor                                                       | 1982                                | Just Dance                          | —       | Yes           |
| "Fame"                                              | Irene Cara (credited as In The Style of Irene Cara)            | 1980                                | Just Dance                          | Yes     | Yes           |
| "Firework"                                          | Katy Perry                                                     | 2010                                | Just Dance 2                        | Yes     | Yes           |
| "Futebol Crazy"                                     | The World Cup Girls                                            | 2009                                | Just Dance 2                        | Yes     | —             |
| "Girlfriend"                                        | Avril Lavigne                                                  | 2007                                | Just Dance 2                        | —       | Yes           |
| "Hey Ya!"                                           | Outkast                                                        | 2003                                | Just Dance 2                        | Yes     | Yes           |
| "Hot 'n Cold (Chick Version)"                       | Katy Perry                                                     | 2008                                | Just Dance                          | —       | Yes           |
| "I Like to Move It (Radio Mix)"                     | Groove Century (créditos a Reel 2 Real Feat. The Mad Stuntman) | 1993                                | Just Dance                          | Yes     | Yes           |
| "It's Raining Men"                                  | The Weather Girls                                              | 1982                                | Just Dance 2                        | —       | Yes           |
| "Jai Ho! (You Are My Destiny)"                      | A. R. Rahman & The Pussycat Dolls featuring Nicole Scherzinger | 2009                                | Just Dance 2                        | Yes     | Yes           |
| "Jin-Go-Lo-Ba"                                      | Fatboy Slim                                                    | 2004                                | Just Dance                          | —       | Yes           |
| "Jump"                                              | Studio Allstars (ficou famoso por Kris Kross)                  | 1992                                | Just Dance 2                        | —       | Yes           |
| "Jump in the Line (Shake, Senora)"                  | The Sunlight Shakers (ficou famoso por Harry Belafonte)        | 1961                                | Just Dance 2                        | —       | Yes           |
| "Katti Kalandal"                                    | Bollywood                                                      | 1980                                | Just Dance 2                        | Yes     | [ b ]         |
| "Kung Fu Fighting (Dave Ruffy / Mark Wallis Remix)" | Carl Douglas                                                   | 1974                                | Just Dance 2                        | Yes     | Yes           |
| "Mambo No. 5 (A Little Bit of Monika)"              | Lou Bega (credited as The Lemon Cubes)                         | 1999                                | Just Dance 2                        | Yes     | —             |
| "Move Your Feet"                                    | Junior Senior                                                  | 2003                                | Just Dance 2                        | Yes     | —             |
| "Mugsy Baloney"                                     | Charleston                                                     | 1924                                | Just Dance 2                        | Yes     | —             |
| "Only Girl (In the World)"                          | Rihanna                                                        | 2010                                | Just Dance 3                        | Yes     | Yes           |
| "Pon de Replay"                                     | Rihanna                                                        | 2005                                | Just Dance 2                        | —       | Yes           |
| "Proud Mary"                                        | Ike and Tina Turner                                            | 1971                                | Just Dance 2                        | —       | Yes           |
| "Rasputin"                                          | Boney M.                                                       | 1978                                | Just Dance 2                        | Yes     | Yes           |
| "Ring My Bell"                                      | Anita Ward                                                     | 1979                                | Just Dance                          | —       | Yes           |
| "Satisfaction (Isak Original Extended)"             | Benny Benassi                                                  | 2003                                | Just Dance 2                        | Yes     | Yes           |
| "Step by Step"                                      | New Kids on the Block                                          | 1990                                | Just Dance                          | —       | Yes           |
| "The Power"                                         | Snap!                                                          | 1990                                | Just Dance 2                        | —       | Yes           |
| "Tik Tok"                                           | Ke$ha                                                          | 2009                                | Just Dance 2                        | —       | Yes           |
| "Toxic"                                             | The Hit Crew (ficou famosa por Britney Spears)                 | 2004                                | Just Dance 2                        | Yes     | Yes           |
| "U Can't Touch This"                                | Groove Century (as made famous by MC Hammer)                   | 1990                                | Just Dance                          | Yes     | Yes           |
| "Viva Las Vegas"                                    | Elvis Presley                                                  | 1964                                | Just Dance 2                        | —       | Yes           |
| "Who Let the Dogs Out?"                             | The Sunlight Shakers (as made famous by Baha Men)              | 2000                                | Just Dance                          | —       | Yes           |
| Number of songs Included (Wii)                      | Number of songs Included (Wii)                                 | Number of songs Included (Wii)      | Number of songs Included (Wii)      | 25      | 37            |
| Number of songs Included (Xbox 360)                 | Number of songs Included (Xbox 360)                            | Number of songs Included (Xbox 360) | Number of songs Included (Xbox 360) | N/A     | 35            |

## Referência
1. 1 2  «Just Dance: Greatest Hits é anunciado para Nintendo Wii e Xbox 360». TechTudo. Consultado em 1 de março de 2023